# Tiamat
Tiamat – w mitologii babilońskiej bogini-matka, personifikacja słonych wód oceanu, należała do pierwszego pokolenia bóstw. Apsu – partner Tiamat – kojarzony był natomiast z wodami słodkimi.
Tiamat była matką młodszej generacji bogów. Została zabita przez Marduka, który z jej przepołowionego ciała utworzył Ziemię i sklepienie nieba. Z jej głowy i piersi zostały stworzone góry, natomiast z jej oczu wypłynęły Tygrys i Eufrat.
Jej walka z Mardukiem została opisana w eposie o stworzeniu świata Enuma elisz.